# Ла-Сель (Алье)
Ла-Сель (фр. La Celle) — коммуна во Франции, находится в регионе Овернь. Департамент коммуны — Алье. Входит в состав кантона Марсийя-ан-Комбрай. Округ коммуны — Монлюсон.
Код INSEE коммуны — 03047.

## Население
Население коммуны на 2008 год составляло 413 человек.
| 1962 | 1968 | 1975 | 1982 | 1990 | 1999 | 2008 |
| ---- | ---- | ---- | ---- | ---- | ---- | ---- |
| 406  | 507  | 450  | 436  | 405  | 407  | 413  |

## Экономика
В 2007 году среди 273 человек в трудоспособном возрасте (15—64 лет) 197 были экономически активными, 76 — неактивными (показатель активности — 72,2 %, в 1999 году было 63,6 %). Из 197 активных работали 174 человека (101 мужчина и 73 женщины), безработных было 23 (7 мужчин и 16 женщин). Среди 76 неактивных 24 человека были учениками или студентами, 19 — пенсионерами, 33 были неактивными по другим причинам.

## Достопримечательности
- Церковь Сен-Патрокль (XI—XII века)